# 磁暴

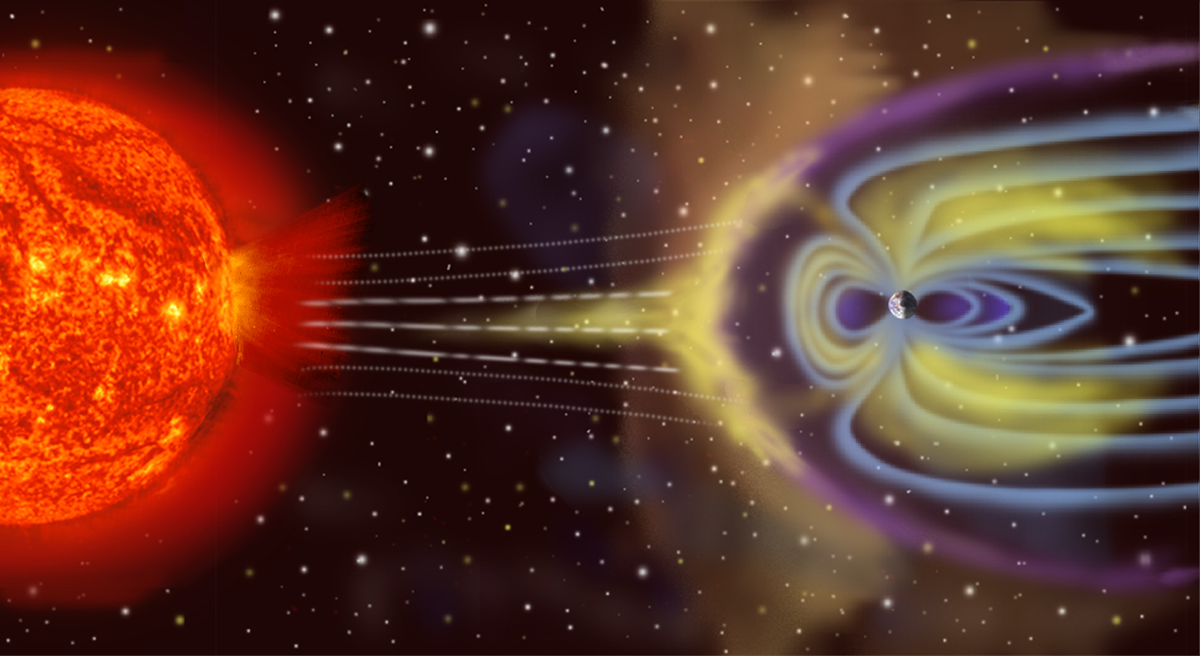
太陽風粒子和地球磁層交互作用的示意圖 （未依實際比例）。

磁暴（英語：geomagnetic storm）是太陽的巨大日焰(耀斑)所生太陽風震波或磁雲與地球磁場交互作用所引起的地球磁層擾動。太陽風的磁場與地球磁場交互作用，並將增加的能量轉移到磁層中，導致通過地球磁層的等離子體增加（由磁層內增加的電場驅動），以及磁層和電離層中的電流增加。在磁暴的主要階段，磁層中電流產生的磁力推動原本磁層和太陽風之間的邊界。
造成磁暴的行星際物質擾動可能源自太陽的日冕物質拋射（CME），或是太陽表面弱磁場區域太陽風生成的共轉交互作用區（CIR）。磁暴的頻率隨著太陽黑子週期變動。在太陽極大期，CME導致的磁暴較為常見。太陽表面閃焰與CME次數增加，輻射出X射線、紫外線、可見光及高能量的質子和電子束。而在太陽極小期，則是以CIR導致的磁暴為主。
幾種太空天氣現象往往與磁暴有關，包括：太陽質子事件（SPE）；地磁感應電流（GIC）；干擾無線電和雷達的電離層擾動；導航所用的羅盤顯示異常。磁暴能波及全球，持续达几小时到几天。磁暴发生时會增強電離層的游離化，也會使極區的極光特別絢麗。引發短波通訊特性失常，情况严重时可能使短波通訊完全中断。磁暴時，另外還會產生雜訊掩蓋通訊時的正常訊號，甚至使通訊中斷，也可能使高壓電線產生瞬間超高壓，造成電力中斷。磁暴也會對航空器造成傷害。1989年3月磁暴引起的大地電流擾亂了魁北克幾乎全省的電力配置，並且連美國南方的德克薩斯州都可以見到極光。

## 歷史
在1931年，西德尼·查普曼和文森.C.費拉羅（Vincenzo C. A. Ferraro）寫了一篇文章："磁暴的新理論"（A New Theory of Magnetic Storms），試圖解釋這種現象。它們認為，每當太陽發出閃焰時，它也會釋放出電漿雲，現在稱為日冕物質拋射。他們寫到："這些電漿以113天內抵達地球的速度移動"，然而我們現在知道這段旅程只需要1到5天。他們還寫到："然後雲壓縮地球磁場，使得地球表面的磁場增強。"

## 定義
磁暴的程度以通過赤道環形電流磁暴指數（Dst index）的變化來定義。Dst指數根據幾個位於磁赤道的磁力計站測量，估計地球磁場水平分量的全球平均變化。Dst每小時計算一次，幾乎即時報告。正常靜默時，Dst指數在+20和-20奈特斯拉（nT）之間。
地磁風暴有三個階段：初始階段、主要階段和恢復階段。初始階段的特徵在於Dst（或其一分鐘的SYM-H）在幾十分鐘內增加20至50nt。初始階段也稱為風暴突發（storm sudden commencement, SSC）。然而，不是所有的磁暴都有初始階段，也不是所有的Dst或SYM-H的突然增加都是磁暴。磁暴的主要階段定義為Dst小於-50 nT，因此磁暴期間的最小值是在-50至約-600 nT之間。主要階段通常持續2-8小時。恢復階段是當Dst從最小值變為其原先靜默時的值。恢復期可能需要8小時或長達7天。
磁暴的大小分為中度磁暴（-50 nT>最小Dst> -100 nT），強度磁暴（-100 nT>最小Dst> -250 nT）或超級磁暴（最小Dst <-250 nT）。

## 歷史事件
第一次對磁暴影響的科學觀測發生在19世紀初：從1806年5月到1807年6月，亞歷山大·馮·洪保德在柏林使用軸承的磁羅盤觀察地磁。他注意到，在1806年12月21日一次明亮的極光活動中，它的指針變得不穩定。
1859年9月1日至2日，發生了有紀錄以來最大的磁暴。從1859年8月28日至9月2日，在太陽上觀察到許多太陽黑子和太陽閃焰，9月1日出現了最大的閃焰。這被稱為1859年太陽風暴或卡林頓事件。可以假定：從太陽發射出一次巨大的日冕物質拋射（CME），並在18小時內抵達地球；通常這樣的旅程需要3到4天。柯拉巴天文台紀錄到地磁水平場減少了1,600nT，估計Dst將近-1,760nT。在美國和歐洲的電報線都經歷了感應電壓（電動勢）的增加，在有些情況下甚至衝擊到電報的營運，甚至引發火災。通常只能在極區看見的極光，連遠在夏威夷、墨西哥、古巴和義大利的南部都看見了極光的事件。冰芯顯示，類似強度的事件平均每500年就會發生一次。
自1859以來，發生了多次沒那麼嚴重的磁暴，特別是1882年11月17日磁暴、1921年5月磁暴；這兩次都中斷了電報服務和引發火災。據報導，1960年還引發無線電大範圍的中斷。

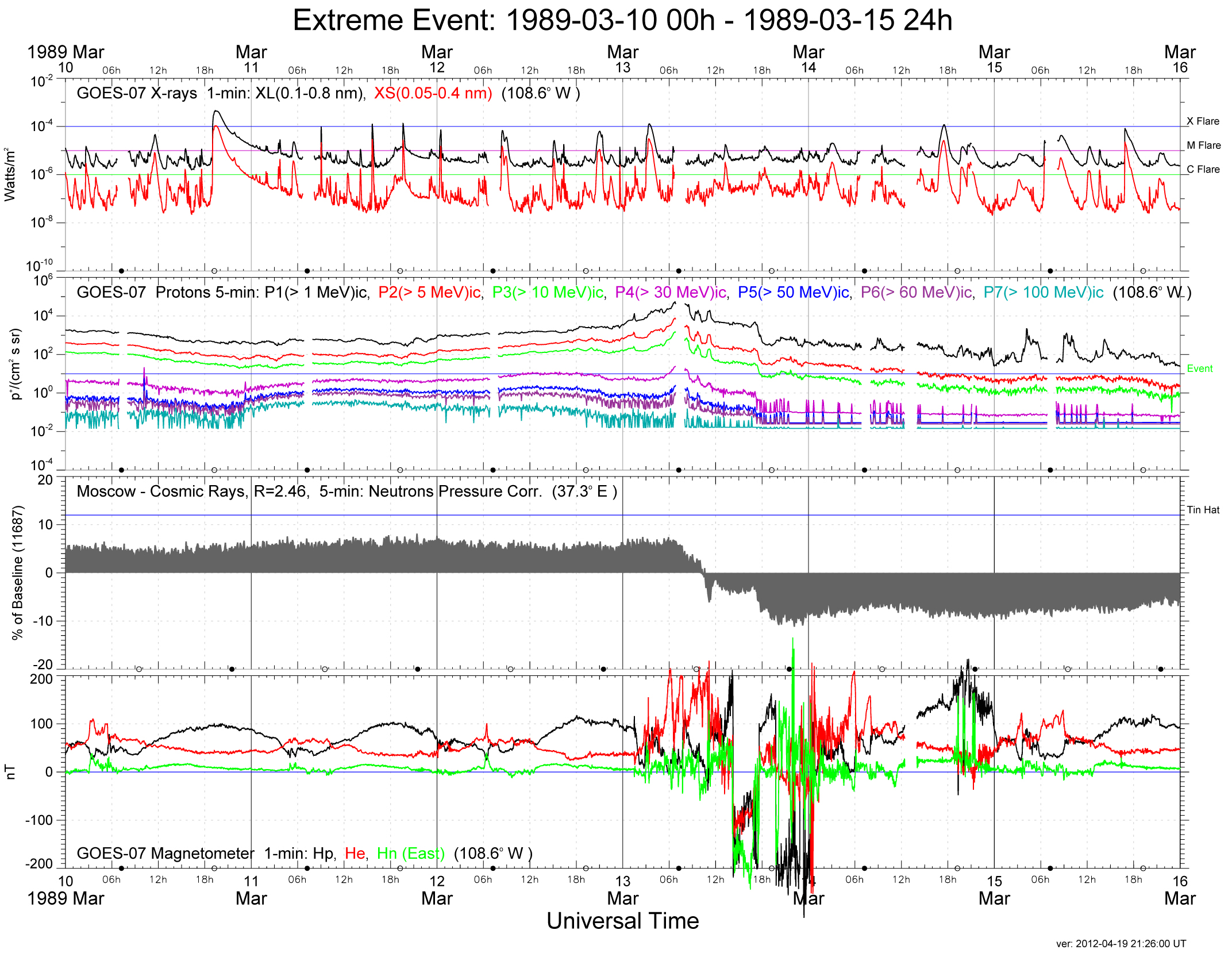
在1989年3月磁暴期間，監測太空天氣的GOE-7，它的莫斯科中子監測器紀錄了日冕質量拋射（CME）的通過，磁場強度降到被稱為福布希衰減的數值。

1972年8月初的1972年8月磁暴，一系列的太陽閃焰和風暴達到高峰，估計強度為X20，爆發了有史以來最快的日冕質量拋射過境，併發了嚴重的磁暴和太陽質子事件，擾亂了地面電力和通信網路，以及人造衛星（至少有一顆永久失效）；無意間還引爆了一些美國海軍在北海的磁性水雷。
1989年3月磁暴導致魁北克水電公司的電網因為串聯以保護設備的繼電器鬆脫，而在幾秒鐘內崩潰。600萬人停電9小時，無電可用。遠在南部的德克薩斯州都能看見磁暴引發的極光。造成這一連串結果的是1989年3月9日來自太陽的日冕物質拋射事件，最低的Dst值是−589 nT。
2000年7月14日，一個X5 級的閃焰爆發（稱為巴士底日事件），並且拋射出的日冕物質直接朝向而來，直接引發7月15-17日的地球超級磁暴；地磁擾動指數（Dst）的最小值是-301nT。儘管風暴的強度很大，但沒有任何的配電系統故障的報告。航海家1號和航海家2號也觀測到巴士底日事件。因此，它是在太陽系最遠處觀測到的太陽風暴。
在2003年10月19日到11月5日之間，太陽上有17個重大的閃焰爆發，其中一個可能是靜止環境觀測衛星GOES（Geostationary Operational Environment Satellite）的XRS感測器測量到最強烈的閃焰 －X28級，非常巨大的等級，導致11月4日極端的無線電斷訊。這些閃焰與10月29日至11月2日間的三次磁暴和CME有關。在這段時間，上一個風暴還未結束，下一個就接踵而至，三次風暴幾乎連成一氣；每個磁暴的Dst最小值分別是-151、-353、和-383nT。這一序列的另一場磁暴發生在11月4日至5日，Dst的最低值是-69nT。最後的這場磁暴比之前的微弱，是因為太陽的活動區已經越過中央子午線，在閃焰事件中產生的日冕物質拋射主要部分僅從地球的側面溜過去。這整個序列被稱為2003年萬聖節磁暴。由美國聯邦航空總署（FAA）操作的廣域增強系統（WAAS），由於受到磁暴的影響，離線了30個小時。日本的ADEOS-2衛星受損嚴重，其它的許多衛星則因為磁暴而中斷運作。

## 與行星交互作用的過程

近地空間環境中的磁層。

太陽風也攜帶著太陽的磁場，這些磁場也有著南北的方向。如果太陽風有能量爆發，磁層會隨之擴大和收縮，或者如果太陽風攜帶的磁場是南向偏極化的，磁暴就可預期。南向磁場造成日測磁頂的磁重聯，迅速向地球磁層注入磁性和高能粒子。
在磁暴中，電離層的F2層變得不穩定，會碎裂甚至可能會消失。在地球的南極和北極地區，可以觀測到極光。